# Bíblia Valenciana Interconfessional

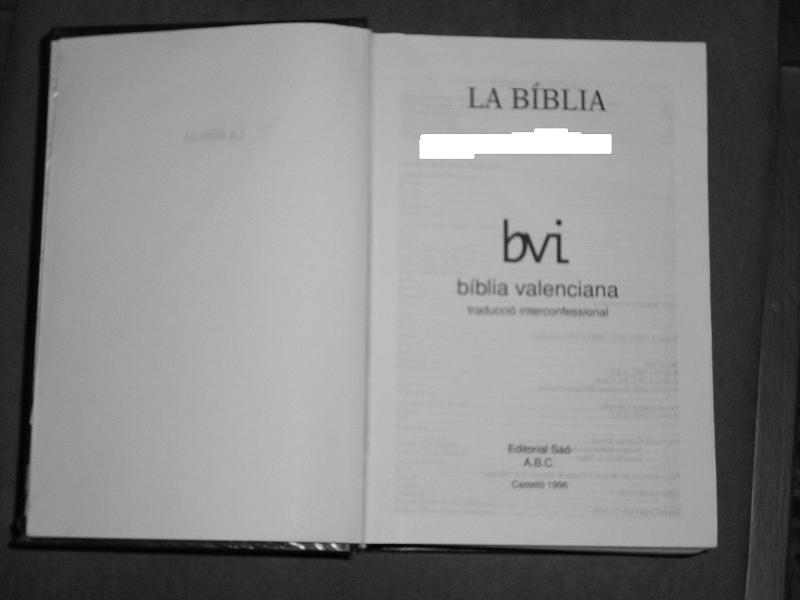
Primera edició de La Bíblia Valenciana Interconfessional

La Bíblia Valenciana Interconfessional (BVI) va ser una adaptació al País Valencià de la Bíblia Catalana Interconfessional (BCI), feta després d'una versió similar a les Illes Balears Bíblia Balear Interconfessional (BBI). Aquesta bíblia va estar autoritzada l'any 1996 canònicament pel llavors bisbe de Castelló-Sogorb Josep Maria Cases Deordal. El Consell Pontifici per a la Promoció de la Unitat dels Cristians tenint com a president Edward Idris Cardenal Cassidy en va donar també la seua autorització. 

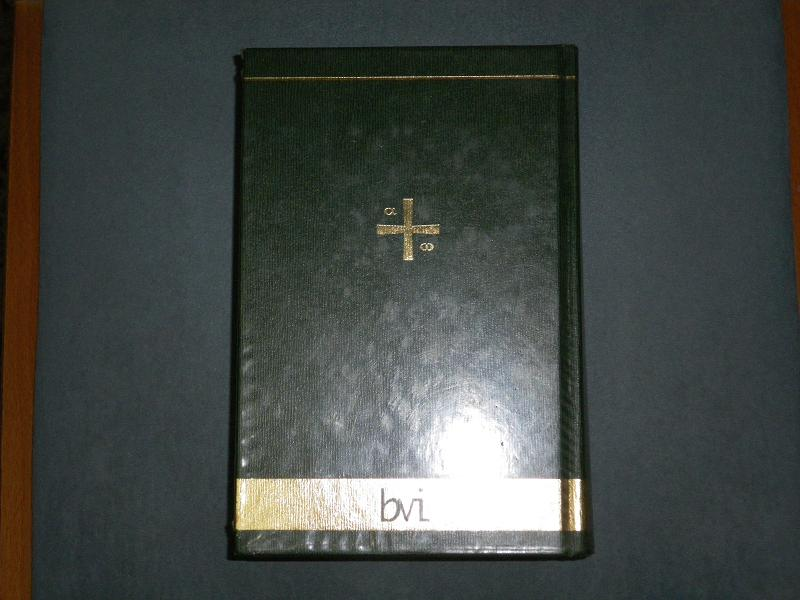
La Bíblia Valenciana Interconfessional

L'editorial Saó en va ser responsable de la direcció del treball en el qual col·laboraren diversos lingüistes com ara Pasqual Chabrera, Avel·lí Flors i Antoni López i Quiles, amb l'ajuda d'Antoni Ferrando, de la Universitat de València, i Germà Colon, de la de Basilea.
L'adaptació es va desenvolupar tenint igualment en compte els mateixos textos originals emprats per al desenvolupament de la Bíblia Catalana Interconfessional.